# Taiwan Television
Taiwan Television (cinese tradizionale: 台灣電視公司) è una rete televisiva in lingua cinese di Taiwan. La rete è stata fondata il 31 maggio 1962, e per molto tempo è stata l'unica rete ad essere supportata da VHF a Taiwan. Manda prevalentemente in onda drammi di produzione taiwanese.

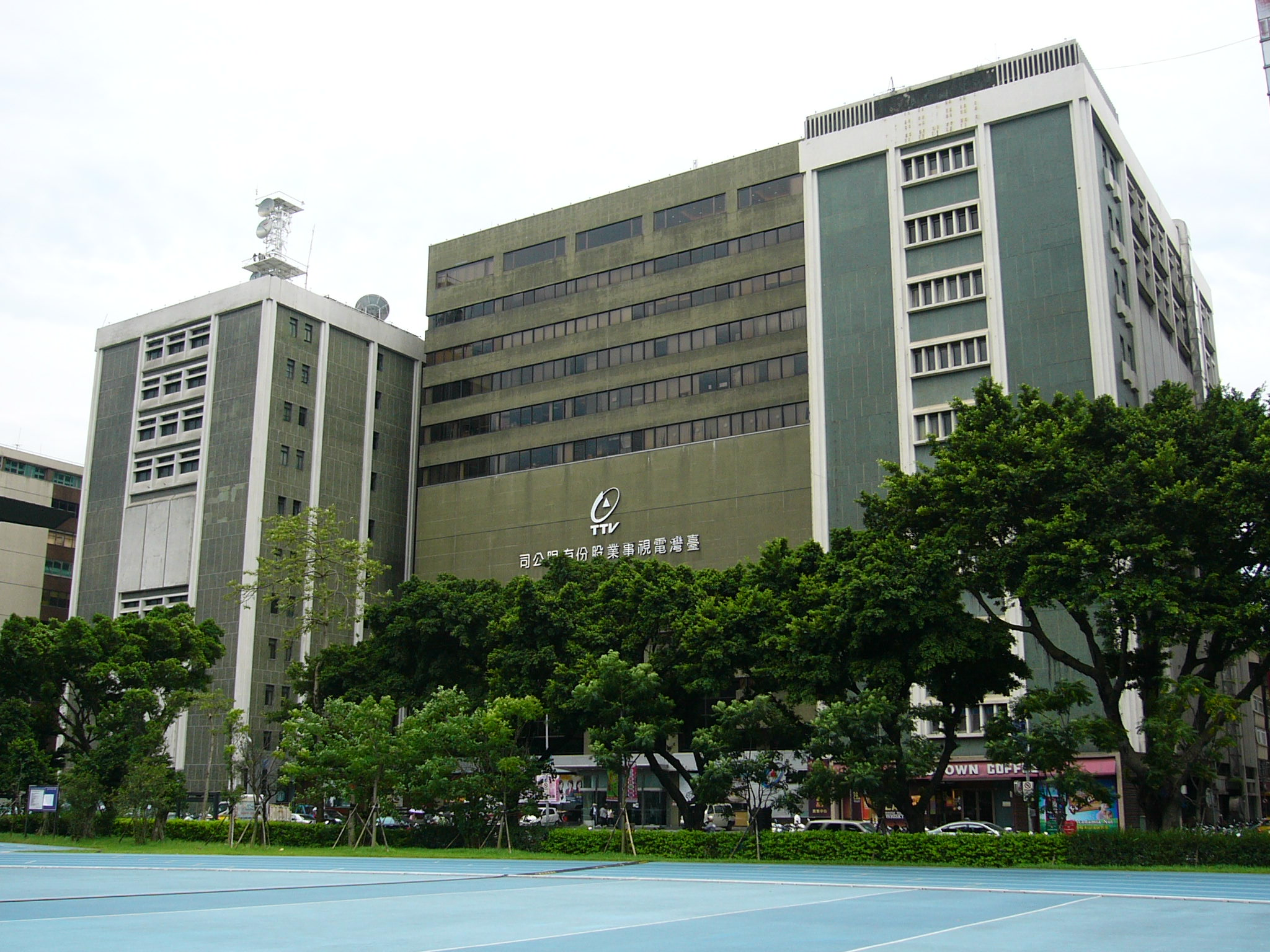
Costruzione di TTV a Taipei.